# Josef Leipold
Josef Leipold (ur. 10 listopada 1913, zm. 8 marca 1949) – zbrodniarz nazistowski, ostatni komendant obozu pracy Budzyń i SS-Obersturmführer.

## Życiorys
Urodzony w Alt Rohlau (Kraj Sudetów), z zawodu był fryzjerem. Od 1 października 1935 do 20 września 1937 roku służył w armii czechosłowackiej jako podoficer. Członek NSDAP od listopada 1938 roku (nr partyjny 6568081) i Allgemeine-SS od sierpnia tego samego roku (nr ewidencyjny 344830). Służbę obozową rozpoczął w Mauthausen, skąd 15 listopada 1941 przeniesiono go do KL Lublin. Od stycznia do czerwca 1944 był ostatnim komendantem obozu pracy dla Żydów w Budzyniu. Leipold, gdy objął tę funkcję, przez osiem dni rozkazał nie dawać żadnego pożywienia więźniom. Innym razem za próbę ucieczki czterech więźniów trzymał ich między naelektryzowanymi drutami przez 48 godzin. 22 lipca 1944 roku przeniesiony został do podobozu KL Plaszow w Wieliczce, skąd trafił do KL Gross-Rosen. Od października 1944 do lutego 1945 roku piastował funkcję dowódcy pododdziału wartowniczego, łącząc tę funkcję ze stanowiskiem Lagerführera w podobozie obozu Gross-Rosen Brünnlitz w Brněncu. Po jego likwidacji wcielono go do 18 Ochotniczej Dywizji Grenadierów Pancernych SS Horst Wessel.
23 stycznia 1947 aresztowany przez aliantów i wydany władzom polskim celem osądzenia. 9 listopada 1948 Leipold został skazany przez Sąd Okręgowy w Lublinie na karę śmierci przez powieszenie. Wyrok wykonano w marcu 1949.